# Сусурлук (ільче)
Сусурлук (тур. Susurluk) — ільче (округ) у складі ілу Баликесір на заході Туреччини. Адміністративний центр — місто Сусурлук.
Ільче утворений 1926 року шляхом відокремлення від ільче Баликесір.

## Склад
До складу ільче (округу) входить 3 буджаки (райони) та 47 населених пунктів (3 міста та 4 села):
| Поселення | Площа, км² | Населення, осіб (2010) | Центр     | Населені пункти |
| --------- | ---------- | ---------------------- | --------- | --------------- |
| Гьобел    | -          | 4911                   | Гьобел    | 8               |
| Йомеркьой | -          | 3048                   | Йомеркьой | 11              |
| Сусурлук  | -          | 33545                  | Сусурлук  | 28              |

### Найбільші населені пункти
| №  | Населений пункт | Населення, осіб (2010) |
| -- | --------------- | ---------------------- |
| 1  | Сусурлук        | 23 995                 |
| 2  | Гьобел          | 2 169                  |
| 3  | Карапюрчек      | 1 788                  |
| 4  | Дерекьой        | 872                    |
| 5  | Мурадіє         | 720                    |
| 6  | Сьогютчайир     | 627                    |
| 7  | Данавелі        | 625                    |
| 8  | Решадіє         | 607                    |
| 9  | Їлдиз           | 606                    |
| 10 | Каракей         | 583                    |